# Color azul en los seres vivos

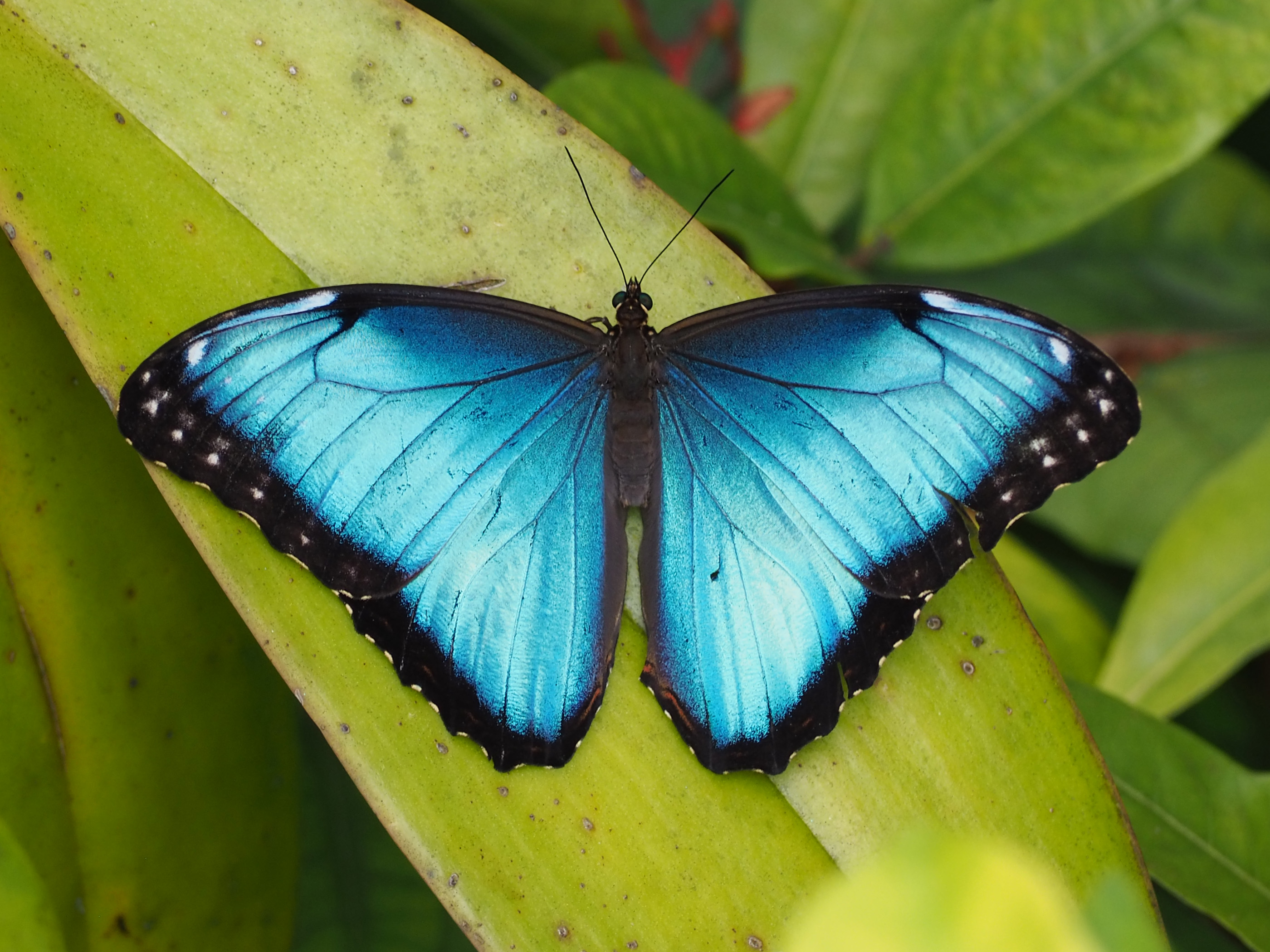
Mariposa Morpho

El color  azul en los seres vivos es particularmente escaso en la naturaleza. Hay muy pocos animales que produzcan pigmentos azules y buena parte de los que producen este color, lo hacen cambiando la dispersión de la luz mediante la estructura microscópica de sus escamas o plumas. Los seres vivos tenemos a menudo el color de las cosas que comemos. Por ejemplo, si comemos plantas con muchos carotenos, por ejemplo, esos pigmentos pueden servir para dar color a nuestra piel, y están en muchas plantas, lo que explica el color de muchos animales que se alimentan de ellos. En el caso del color azul, puede venir por sustancias como las antocianinas, pero por algún motivo no son tan fáciles de procesar y convertir en pigmentos. Es por ello que no hay una explicación definitiva, pero la más plausible es que la transformación química de estas sustancias es más costosa o compleja que la de los otros colores. Solo hay algunos animales muy particulares, como el pez mandarín y alguna salamandra, que tienen pigmentación azul. El resto, como la famosa mariposa Morpho y muchas aves de plumas azules, han desarrollado este color mediante un truco estructural que consiste en dispersar la luz de las longitudes de onda más cortas.

## El color azul en la antigüedad
De entre todos los colores que vemos, el azul es el que esconde más misterios que ningún otro. Y es que si nos remitimos a la antigüedad, raramente encontramos referencias directas al color azul, ni en el griego clásico ni en sus principales civilizaciones contemporáneas. Pero según relata Andrea Marcolongo en su libro La lengua de los dioses, tanto algunos rojos como ciertos azules eran llamados “πορφύρεος” por parecer agitados e hirvientes, aunque dicha palabra ha llegado a nuestra lengua como “púrpura”. Así, pues, podríamos decir que lo que para nosotros es azul para los griegos eran una multitud de colores diferentes, algunos más cercanos al rojo, otros más próximos al verde y así con cada tono que podamos imaginar. Si bien también es cierto que no se encuentra prácticamente el color azul en sus edificios ni en el arte griego y ello responde a la dificultad de elaborar pintura azul por la falta de este pigmento en la naturaleza.

## Pigmentos azules
La primera rareza del color azul es que, a diferencia de muchos otros colores, es imposible obtenerlo de la dieta. Los tonos amarillo, naranja, rojo, marrón, y sus tonos intermedios provienen en su mayor parte de lo que los animales comen. Los Flamencos, por ejemplo, nacen grises, pero se van volviendo rosas por la cantidad de pigmento rojo (una sustancia llamada astaxantina) que ingieren en su dieta de cangrejos. Con los salmones ocurre lo mismo, su carne no es rosada al nacer. Es imposible, sin embargo, volverse azulado por comer alimentos azules.

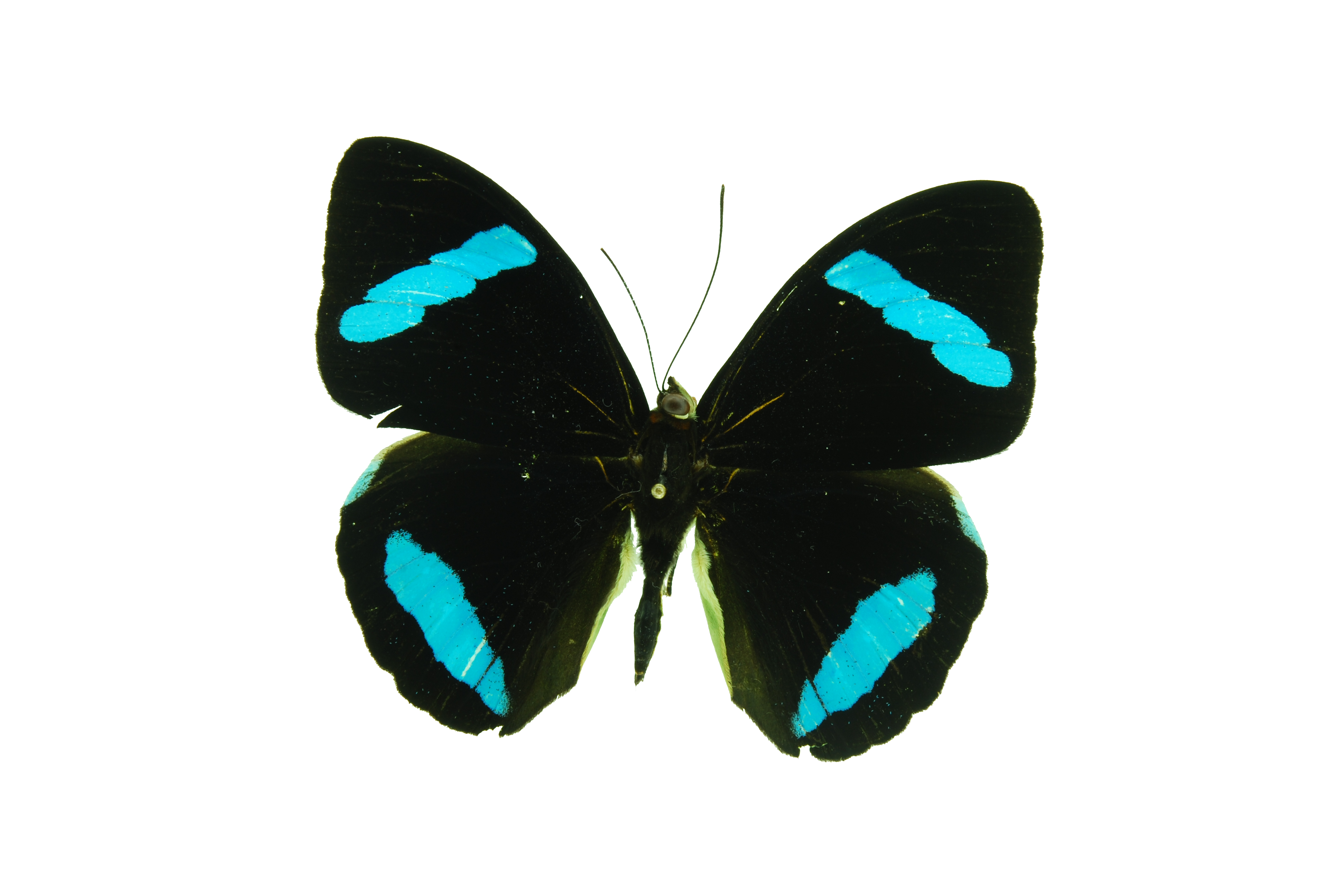
Nessaea obrinus

No existe ni un solo animal vertebrado capaz de crear un pigmento azul dentro de su organismo. Lo que más se acerca es otra mariposa, la Nessaea Obrinus, un tipo de mariposas muy poco común y también bastante desconocido.

## Estructuras microscópicas
Otro modo para crear el color azul en la naturaleza es mediante la dispersión de la luz.  Es por ello que algunos de los animales azules más hermosos del mundo ni siquiera son azules. Los machos de algunas mariposas Morpho (Morpho rhetenor y Morpho didius) parecen azules, pero si nos acercamos a las escamas de sus alas con un microscopio lo bastante potente veremos que en realidad son de color violeta. Es su forma, en escala nanométrica, la que está diseñada para reflejar solo la luz de color azul. Las plumas azules de algunos pájaros utilizan el mismo truco. No son azúles, sino que están diseñadas para reflejar la longitud de onda adecuada. Hasta los ojos de color azul de los seres humanos no se deben a pigmentos de esa tonalidad, sino a estructuras a escala nanométrica.
La razón por la cual los pocos animales que deciden mostrar color azul lo hacen mediante nanoestructuras en lugar de pigmentos se explica desde el punto de vista evolutivo, es mucho más sencillo alterar la forma de una parte del cuerpo que incorporar nuevos compuestos químicos a nivel biológico.

## Investigaciones

### El color azul de laPollia condensata
Existen dos grandes tipos de color. El color de absorción electrónica es el que conocemos habitualmente y deriva de la absorción selectiva de determinadas longitudes de onda, normalmente por la presencia de pigmentos. El otro tipo, el color estructural, se produce por la interacción de la luz con moléculas o nanoestructuras periódicas de un orden de magnitud similar a la longitud de onda de la luz visible.

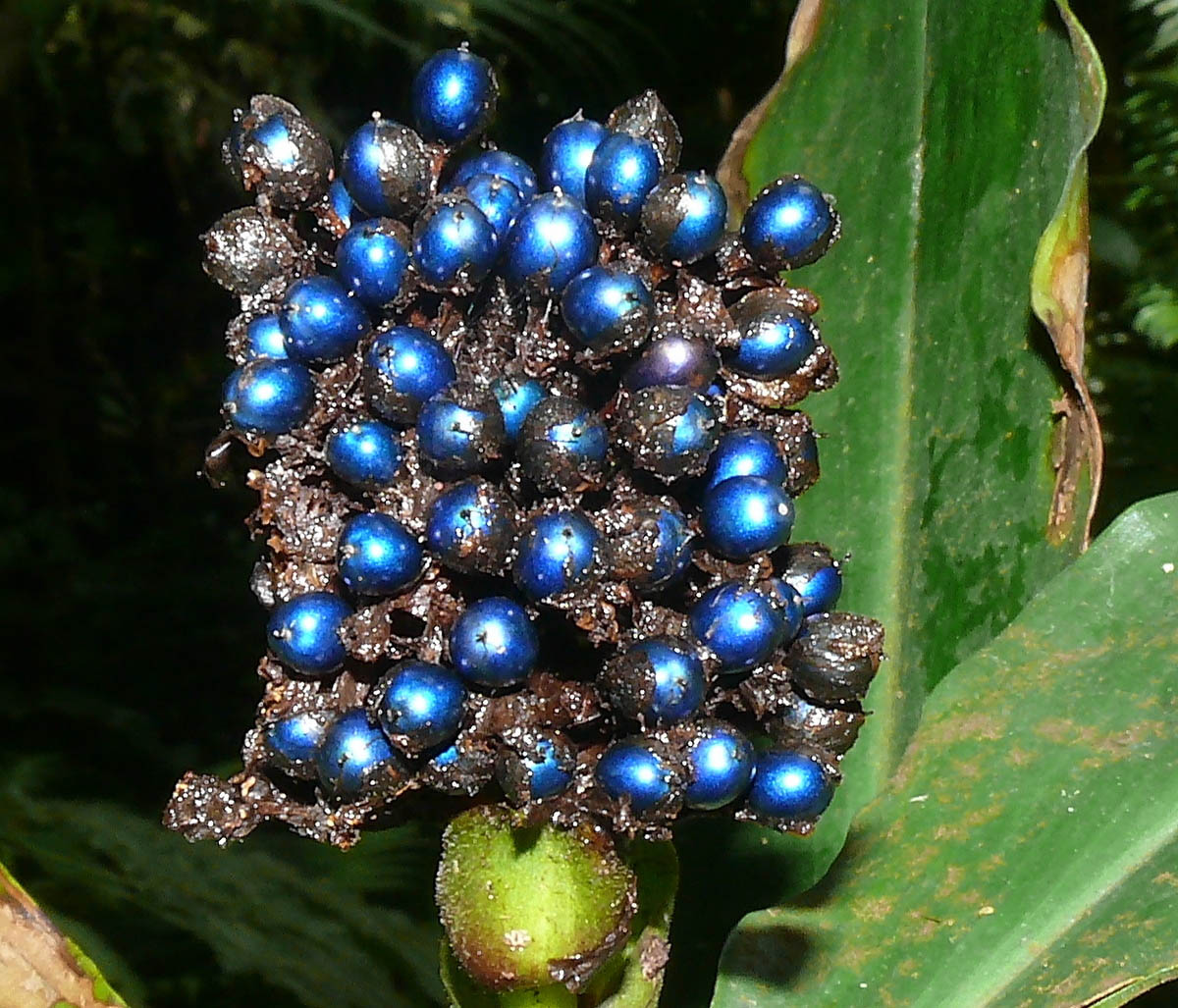
Fruto de Pollia condensata

Un grupo de investigadores de la Universidad de Cambridge (Reino Unido) y del Museo Smithsonian de Historia Natural (EE UU) han encontrado un ejemplo de una planta con color estructural, que es el más intenso conocido en cualquier ser vivo. Se trata del fruto de una planta llamada Pollia condensata. Pollia es un género tropical con aproximadamente veinte especies de hierbas perennes pertenecientes a la familia Commelinaceae de las monocotiledóneas. La planta tiene tallos estoloníferos y produce una infrutescencia parecida a una mora donde cada pequeña fruta tiene un diámetro de medio centímetro y un intenso color azul metálico.
El fruto de Pollia contiene unas 18 semillas duras y secas en su interior y no pierde su intenso color azul ni con el tiempo ni con la muerte de la planta. Estos frutos siguen brillando después de un siglo ya que no hay una pulpa que se pueda pudrir ni unos pigmentos que se puedan ir degradando.

## Galería
|                                 |
| Martín pescador (Alcedo atthis) |

|                                  |
| Pavo real común (Pavo cristatus) |

|                                  |
| Dragón azul (Glaucus atlanticus) |

|               |
| Damisela azul |

|                                           |
| Pez cirujano azul (Paracanthurus hepatus) |

|                                      |
| Salamandra azul (Ambystoma laterale) |

|                                                     |
| Blue spotted butterfly (mariposa de manchas azules) |